# 누노 게이이치로
누노 게이이치로(일본어: 布 啓一郎, 1960년 12월 21일~)는 일본의 축구 선수, 지도자이다.

## 지도자 경력
2018년부터 2019년까지 더스파구사쓰 군마에서 감독을 맡았다. 2020년 마쓰모토 야마가 FC의 감독으로 취임하였다. 2021년 FC 이마바리의 감독으로 취임하였다.